# شنگادووو (استان پودلاسکی)
شنگادووو (به لهستانی:  Śniadowo) یک روستا در لهستان است که در گمینا شنگادووو واقع شده‌است. شنگادووو ۱٬۵۰۰ نفر جمعیت دارد.